# Pierre Quélin
Pour les articles homonymes, voir Quélin.
Pierre Quélin (1787-1851) est un professeur et un calligraphe actif à Angers dans le premier quart du XIXe siècle.

## Biographie
C’est probablement lui qui apparaît dans diverses livraisons des Mémoires de la Société d’Agriculture, Sciences et Arts d’Angers. En 1839, il y est dit amateur distingué d’objets d’art et d’antiquité, possédant un cabinet de 70 peintures ; il contribue largement à une exposition d’objets d’art avec des peintures, des estampes, des manuscrits et des émaux de Limoges.
Dans la liste des membres de la société de 1851, il est dit ancien professeur. 

## Œuvres

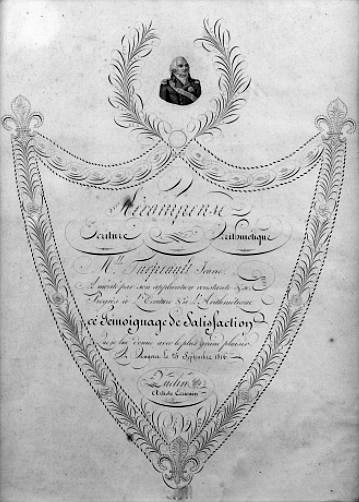
Témoignage de satisfaction manuscrit par Quelin, 1816 (coll. LG).

On a de lui un témoignage de satisfaction daté du 25 septembre 1816 où il félicite une élève pour ses progrès en écriture et en arithmétique. Il signe « Quelin, artiste écrivain ». (Paris, coll. part.).
Il apporte également des éléments sur le maître écrivain Guillaume Legangneur dans une notice qui paraît dans cette revue.